# Бараники
Бараники — село в Сальском районе Ростовской области.
Входит в состав Екатериновского сельского поселения.

## История
Основано в 1812 году на земле, принадлежавшей калмыкам, переселенцами из Полтавской, Харьковской, Воронежской и Екатеринославской губерний.
В 1866 году построена церковь.
Гражданская война:

«В два часа я выехал в Новоманычскую. Опыт использования деревянных щитов для переправы вполне удался. В станице кипела работа; казаки разбирали заборы, сколачивали щиты. К моему приезду в станице Новоманычской, поселке Полтавском и селе Бараниковском были построены полки. Я объехал части, говорил с казаками. Прием был мне оказан самый восторженный.»

П. Н. Врангель

В годы Великой Отечественной войны в районе села проходили упорные бои. Село Бараники освобождали части 28-й армии.
12 января 1943 года 98-я отдельная стрелковая бригада подполковника Ляшенко Василия Алексеевича (с 17 января 1943 года — гвардии подполковник Мамчур Никифор Иванович) под немецким огнем в морозы переправилась через реку Маныч. На бараниковском направлении воевали подразделения 17-й немецкой танковой дивизии. Советская стрелковая бригада несла большие потери. Только за один день — 14 января 1943 года 98-я бригада потеряла 293 человека.
15 января 1943 года Бараники были освобождены. Благодаря этому 16 января переправились на южный берег реки Маныч все части 98-й отдельной стрелковой бригады и 52-я стрелковая бригада полковника И. С. Шапкина.
Бои за село шли до 20 января 1943 года. Село несколько раз переходило из рук в руки. Для развития успеха 98-й стрелковой бригады и расширения плацдарма на южном берегу реки Маныч командование 28-й армии повернуло на юг 99-ю, 152-ю стрелковые, 6-ю гвардейскую танковую бригады, 34-ю гвардейскую стрелковую дивизию, дав им задачу форсировать реку и наступать на Сальск.

## География
Село расположено на правом берегу реки Большой Егорлык, в 20 км к востоку от села Екатериновка.

### Уличная сеть
- ул. Дружбы,
- ул. Молодёжная,
- ул. Набережная,
- ул. Октябрьская,
- ул. Пришкольная,
- ул. Пролетарская,
- ул. Садовая,
- ул. Советская,
- ул. Степная,
- ул. Южная.

## Население
Динамика численности населения
| 1873 | 1898 | 1909 | 1926 |
| ---- | ---- | ---- | ---- |
| 1077 | 3938 | 5181 | 4435 |

| 1883 | 1884  | 1897  | 2010 |
| ---- | ----- | ----- | ---- |
| 2633 | →2633 | ↗3160 | ↘873 |

По состоянию на 1897 год по посемейным спискам в селе числилось 1654 душ мужского пола и 1506 душ женского пола.

### Известные люди
- Бахмацкий, Василий Николаевич (1911—2004) — Герой Социалистического Труда.
- Дегтярёв, Владимир Ильич (1915—2001) — участник Великой Отечественной войны.
- Метяшкин, Аким Гаврилович (1897—1944) — Герой Советского Союза.
- Моисеенко, Антонина Яковлевна (род. 1938) — полный кавалер Ордена Трудовой славы.

## Достопримечательности
- Памятник воинам, погибшим в годы Великой Отечественной войны и братская могила. Мемориал с памятником находится в центре села Бараники и установлен в честь солдат, погибших при освобождении села от немецко-фашистских войск в январе 1943 года. На мемориале установлена статуи солдата в плащ-палатке, в руках у него автомат и каска. Рядом установлены плиты с именами погибших в годы Великой Отечественной войны односельчан. Мемориал был открыт 1995 году. В братскую могилу в центре села перезахоронили воинов из братской могилы хутора Красный Октябрь[10].